# Большое Аккозино
Большое Аккозино (чув. Туппай Сĕмĕл) — деревня в Мариинско-Посадском муниципальном округе Чувашской Республики. С 2004 до 2023 года входила в состав Октябрьского сельского поселения.

## География
Находится в северо-восточной части Чувашии, на расстоянии приблизительно 23 км на юг-юго-восток от районного центра города Мариинский Посад на левобережье реки Большой Аниш.

## История
Известна с 1721 года, когда здесь было учтено 106 мужчин. В 1747 году отмечено 156 мужчин, в 1858 (вместе с выселком Аккозино) — 349 жителей, в 1897 (вместе с выселком Аккозино) — 620, в 1926—115 дворов, 591 житель, в 1939—499 жителей, в 1979—349. В 2002 году было 97 дворов, в 2010 — 92 домохозяйства. В 1930 году был образован колхоз «Красная Чувашия», в 2010 году действовал СХПК «Октябрьский».

## Население
Постоянное население составляло 281 человек (чуваши 96 %) в 2002 году, 228 в 2010.